# Marcin Zaniew
Marcin Zaniew (ur. 4 grudnia 1975) – profesor medycyny.

## Życiorys
Studia medyczne ukończył w 2000 na Akademii Medycznej im. Karola Marcinkowskiego w Poznaniu. W 2005 obronił pracę doktorską pt.: Wpływ witaminy E i N-acetylocysteiny na potencjał antyoksydacyjny, apoptozę i wybrane parametry immunologiczne limfocytów krwi obwodowej u dzieci i młodzieży ze schyłkową niewydolnością nerek. Następnie habilitował się  w 2018 pracą pt.: Kliniczne i genetyczne aspekty wybranych tubulopatii proksymalnych - choroby Denta i zespołu Lowe. Tytuł profesora nauk medycznych uzyskał w 2023 roku.
Pełni funkcję zastępcy dyrektora Instytutu Nauk Medycznych i kierownika Katedry Pediatrii Collegium Medicum Uniwersytetu Zielonogórskiego, a także kierownika Klinicznego Oddziału Pediatrii Szpitala Uniwersyteckiego w Zielonej Górze.
Współautor 49 publikacji według bazy Scopus z indeksem Hirsha na poziomie 13. Publikował m.in. w czasopismach takich jak Nature Genetics (IF=28) oraz The American Journal of Human Genetics (IF = 9). Jego praca naukowa skupia się głównie na uwarunkowanych genetycznie tubulopatiach oraz podłożu genetycznym wad układu moczowego i nefropatii IgA. Założyciel Polskiego Rejestru Uwarunkowanych Genetycznie Tubulopatii.